# NBA All-Star Weekend Slam Dunk Contest
Der Slam Dunk Contest der US-amerikanischen Basketball-Profiliga NBA ist ein Wettbewerb, bei dem ausgewählte Spieler möglichst spektakuläre artistische Dunks ausführen, also Korbwürfe, bei denen Spieler im Sprung den Basketball von oben durch den Korb drücken. Dabei werden sie von fünf Punktrichtern bewertet. Jeder Richter darf mit 6–10 Punkten pro Dunk bewerten, d. h., dass ein Dunker pro Runde zwischen 30 und 50 Punkte bekommt. Am Ende des Wettbewerbes werden die gewonnenen Punkte addiert. Der Dunker mit den meisten Punkten gewinnt und bekommt einen Pokal.
Der Wettbewerb wurde 1984 im Rahmen des NBA All-Star Games in Denver eingeführt und wird seitdem jährlich am NBA All-Star Weekend ausgetragen. 1998 und 1999 wurde der Contest nicht ausgetragen, weil die Teilnahmebereitschaft der Spieler gesunken war. Die NBA folgte jedoch dem Wunsch des Publikums und führte den Contest im Jahr 2000 wieder ein.
Der nur 1,75 m große Nate Robinson ist der einzige Spieler, der als NBA-Spieler dreimal den Slam Dunk Contest gewonnen hat (2006, 2009, 2010). Mac McClung ist der erste G-League-Spieler, der den Dunk Contest gewonnen hat, und außerdem der erste, der drei Titel in Folge gewonnen hat (2023–2025).

## Bisherige Gewinner des Slam Dunk Contest
- 2025 -- Mac McClung, Osceola Magic (G League)
- 2024 -- Mac McClung, Osceola Magic (G League)
- 2023 -- Mac McClung, Philadelphia 76ers
- 2022 -- Obi Toppin,  New York Knicks
- 2021 -- Anfernee Simons, Portland Trail Blazers
- 2020 -- Derrick Jones Jr., Miami Heat
- 2019 -- Hamidou Diallo, Oklahoma City Thunder
- 2018 -- Donovan Mitchell, Utah Jazz
- 2017 -- Glenn Robinson III, Indiana Pacers
- 2016 -- Zach LaVine, Minnesota Timberwolves
- 2015 -- Zach LaVine, Minnesota Timberwolves
- 2014 -- John Wall, Washington Wizards
- 2013 -- Terrence Ross, Toronto Raptors
- 2012 -- Jeremy Evans, Utah Jazz
- 2011 -- Blake Griffin, Los Angeles Clippers
- 2010 -- Nate Robinson, New York Knicks
- 2009 -- Nate Robinson, New York Knicks
- 2008 -- Dwight Howard, Orlando Magic
- 2007 -- Gerald Green, Boston Celtics
- 2006 -- Nate Robinson, New York Knicks
- 2005 -- Josh Smith, Atlanta Hawks
- 2004 -- Fred Jones, Indiana Pacers
- 2003 -- Jason Richardson, Golden State Warriors
- 2002 -- Jason Richardson, Golden State Warriors
- 2001 -- Desmond Mason, Seattle SuperSonics
- 2000 -- Vince Carter, Toronto Raptors
- 1999 -- war nicht Teil des All-Star Weekends
- 1998 -- war nicht Teil des All-Star Weekends
- 1997 -- Kobe Bryant, Los Angeles Lakers
- 1996 -- Brent Barry, Los Angeles Clippers
- 1995 -- Harold Miner, Miami Heat
- 1994 -- Isaiah Rider, Minnesota Timberwolves
- 1993 -- Harold Miner, Miami Heat
- 1992 -- Cedric Ceballos, Phoenix Suns
- 1991 -- Dee Brown, Boston Celtics
- 1990 -- Dominique Wilkins, Atlanta Hawks
- 1989 -- Kenny Walker, New York Knicks
- 1988 -- Michael Jordan, Chicago Bulls
- 1987 -- Michael Jordan, Chicago Bulls
- 1986 -- Spud Webb, Atlanta Hawks
- 1985 -- Dominique Wilkins, Atlanta Hawks
- 1984 -- Larry Nance, Phoenix Suns